# Židé v Olomouci

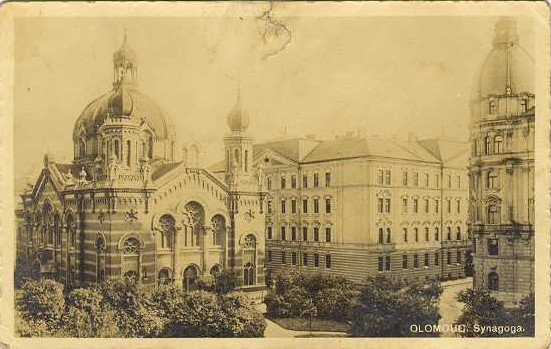
Olomoucká synagoga na počátku 20. století

Židé v Olomouci se poprvé zmiňují roku 1140 a pobývali zde zřejmě nepřetržitě až do roku 1454, kdy byli z města vyhnáni. Znovu se židé mohli v Olomouci usazovat až po získání rovných práv v polovině 19. století. Zejména v 60. letech 19. století počet židů prudce rostl, takže byli schopni založit židovský modlitební spolek (1865) a hřbitov (1867). Díky stále rostoucímu počtu mohl být modlitební spolek roku 1892 přeměněn na náboženskou obec, jež zaměstnala rabína a vybudovala honosnou synagogu (1897). Tvrdou ránu však vzkvétající obci zasadila nacistická okupace a deportace židů do koncentračních táborů, v nichž mnozí zahynuli. Obnově plnohodnotného náboženského života pak po 2. světové válce značně bránil komunistický režim, takže k obnovení samostatné židovské náboženské obce došlo až roku 1991.

## Středověké židovské osídlení (1140–1454)
Přítomnost židů v Olomouci je poprvé doložena ze zprávy Jicchaka bar Dorbelo, jenž okolo roku 1140 podnikl cestu do českých zemí, Polska na Rus a který své postřehy sepsal v podobě dodatků ke knize o židovských náboženských zvyklostech Machzor Vitry. K pojednání o pohřbívání připojil následující text: „[Po odříkání kadiš] každý vezme prach nebo trs, přičichne k němu a řekne: ‚Pamatuj, že jsme prach.‘ A vrhne jej za sebe. Tak se to dělá třikrát, aby se přerušil [vztah] mezi nimi [pozůstalými] a oním mrtvým. I vytrhávají ze země trávu a říkají: ‚A kvésti budou měšťané jako byliny země.‘ A takto se to dělá v Olomouci [אלמיצא, Olmica].“ Dorbelo pak Olomouc zmínil ještě jednou, když popisoval určitý způsob výběru liturgického čtení (paraša), který odůvodňuje: „Tak jsem to slyšel v Olomouci, já, Jicchak bar Dorbelo.“ Olomouc se tak řadí mezi několik málo míst s nejstarším doloženým středověkým židovským osídlením na Moravě.
Podle zmínek pocházejících z dalších staletí žili židé v královském městě Olomouc s podporou krále až do poloviny 15. století. V důsledku husitských válek ovšem došlo k oslabení pozice panovníka, jenž potřeboval podporu svých měst v boji proti husitům. Olomouc nakonec králi loajalitu skutečně zachovala, roku 1454 si však Ladislavu Pohrobkovi vymohla privilegium de non tolerandis Judaeis, tj. o netrpění židů. Sám král v listině vydané městu Olomouc svou slabost přiznává: „Učinili jsme [to] … ku větší přízni, že jsme jim [měšťanům] všechny židovské domy, jejich synagogu a hřbitov přenechali…“ Vyvlastněním židovského majetku si olomoučtí měšťané bezpochyby dosti pomohli, materiální důvody ovšem nebyly jediné. Velký podíl na vyhnání židů z Brna měl vášnivý kazatel Jan Kapistrán, jenž přišel na Moravu, aby horlil proti husitům, ale nakonec se obrátil i proti židům.

## Zapovězená Olomouc (1454–1848) a emancipace (1848–1939)
Olomoučtí židé se po svém vyhnání většinou usadili v okolních vrchnostenských městech Prostějově, Tovačově, Přerově, Lipníku a Úsově. Židé se v Olomouci až na vzácné výjimky nesměli usazovat až do roku 1848 a vstupovat do města mohli jen za vysoký poplatek. Až na samém konci 18. století je doloženo usazování židů v olomouckém předměstí a židovská jídelna pro židovské obchodníky přicházející do Olomouce.
| rok             | 1857 | 1869   | 1880   | 1890   | 1900   | 1910   | 1921   | 1930   |
| --------------- | ---- | ------ | ------ | ------ | ------ | ------ | ------ | ------ |
| počet židů      | 72   | 747    | 1254   | 1306   | 1676   | 1679   | 2077   | 2198   |
| celkem obyvatel | ?    | 14 394 | 18 549 | 19 761 | 21 707 | 22 245 | 57 206 | 66 440 |
| podíl židů      | ? %  | 5,19 % | 6,76 % | 6,61 % | 7,72 % | 7,55 % | 3,63 % | 3,31 % |

Teprve po revoluci 1848 nabyli židé (alespoň teoreticky) rovných občanských práv a možnosti svobodného stěhování. Židů v Olomouci zejména od 60. let prudce přibývalo. Již roku 1865 si proto mohli místní židé založit svůj modlitební spolek a roku 1867 zřídit vlastní hřbitov. Roku 1892 byl modlitební spolek přeměněn na židovskou náboženskou obec. Židovská obec vzápětí zaměstnala rabína (1892–1939 Berthold Oppenheim, 1940–1942 Ernst Reich) a vystavěla obecní dům, rabinát a honosnou synagogu (dokončena 1897) a rozvíjely se také židovské spolky (ženský dobročinný spolek, židovský tělocvičný spolek).

## Holokaust a jeho důsledky (1939–současnost)
Hned první den nacistické okupace byla olomoucká synagoga vypálena a židovští obyvatelé Olomouce vzápětí podobně jako ostatní židé v Protektorátu Čechy a Morava zasaženi nejprve protižidovskými nařízeními a pak i deportacemi do vyhlazovacích táborů, v nichž velká část zahynula. Přeživší židé roku 1945 židovskou obec obnovili, avšak roku 1962 se obec z nařízení státu přeměnila na pouhý synagogální sbor. Teprve roku 1991 došlo k obnovení samostatné židovské náboženské obce. Muzeum umění Olomouc, Židovská obec Olomouc a Centrum judaistických studií Univerzity Palackého pořádají od roku 2008 Dny židovské kultury.